# Vyacheslav Futorny
Vyacheslav Mikhailovich Futorny (* 1961) ist ein ukrainischer Mathematiker, der sich mit affinen Liealgebren und ihrer Darstellungstheorie befasst.
Futorny wurde 1987 an der Universität Kiew bei Juri Drozd promoviert (Dissertation: Gewichts-Moduln über halbeinfachen Liealgebren) und habilitierte sich dort 1995. Er ist Professor an der Universität São Paulo.
Futorny war eingeladener Sprecher auf dem Internationalen Mathematikerkongress in Rio de Janeiro 2018.

## Schriften (Auswahl)
- Imaginary Verma modules for affine Lie algebras, Canadian Math. Bulletin, Band 37, 1994, S. 213–218
- mit A. J. Coleman: Stratified L-Modules, J. of Algebra, Band 163, 1994, S. 219–234
- Representations of affine Lie algebras, Queen's papers in Pure and Applied Mathematics 106, Kingston 1996
- mit Viktor Bekkert, Georgia Benkart: Weight modules for Weyl algebras, Contemporary Mathematics, Band 343, 2004, S. 17–42